# غلين سولبرغ
غلين سولبرغ (بالنرويجية: Glenn Solberg) مواليد 18 فبراير 1972 في درامن، هو لاعب كرة يد نرويجي سابق أصبح مدرباً. مثل منتخب النرويج لكرة اليد في 122 مباراة.

## روابط خارجية
- غلين سولبرغ على موقع IMDb (الإنجليزية)
- غلين سولبرغ على موقع الاتحاد الأوروبي لكرة اليد (الإنجليزية)
- غلين سولبرغ على موقع الاتحاد النرويجي لكرة اليد (النرويجية)
- غلين سولبرغ على موقع أوليمبيديا (الإنجليزية)